# 무제움스크바르티어

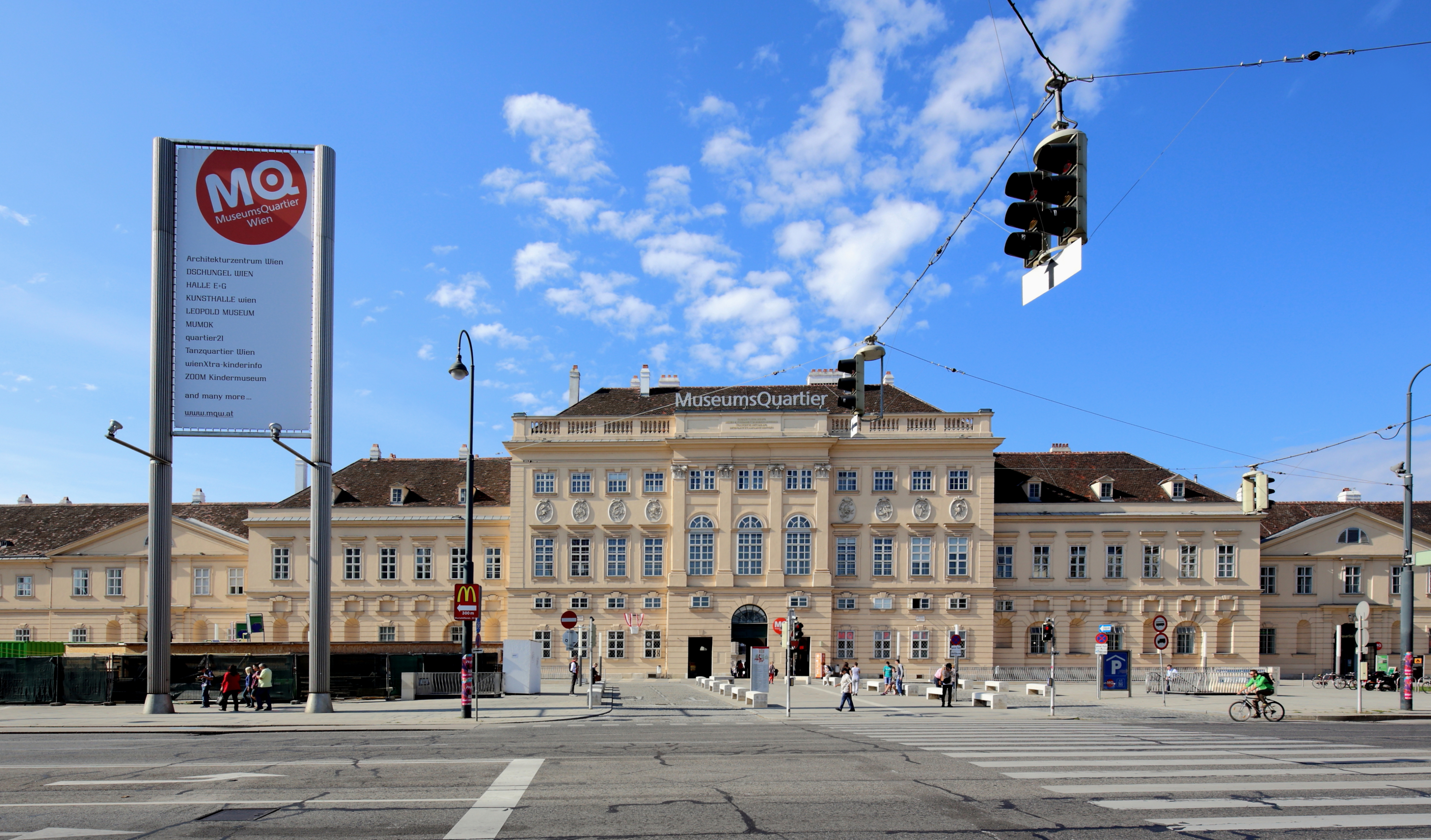
무제움스크바르티어의 모습

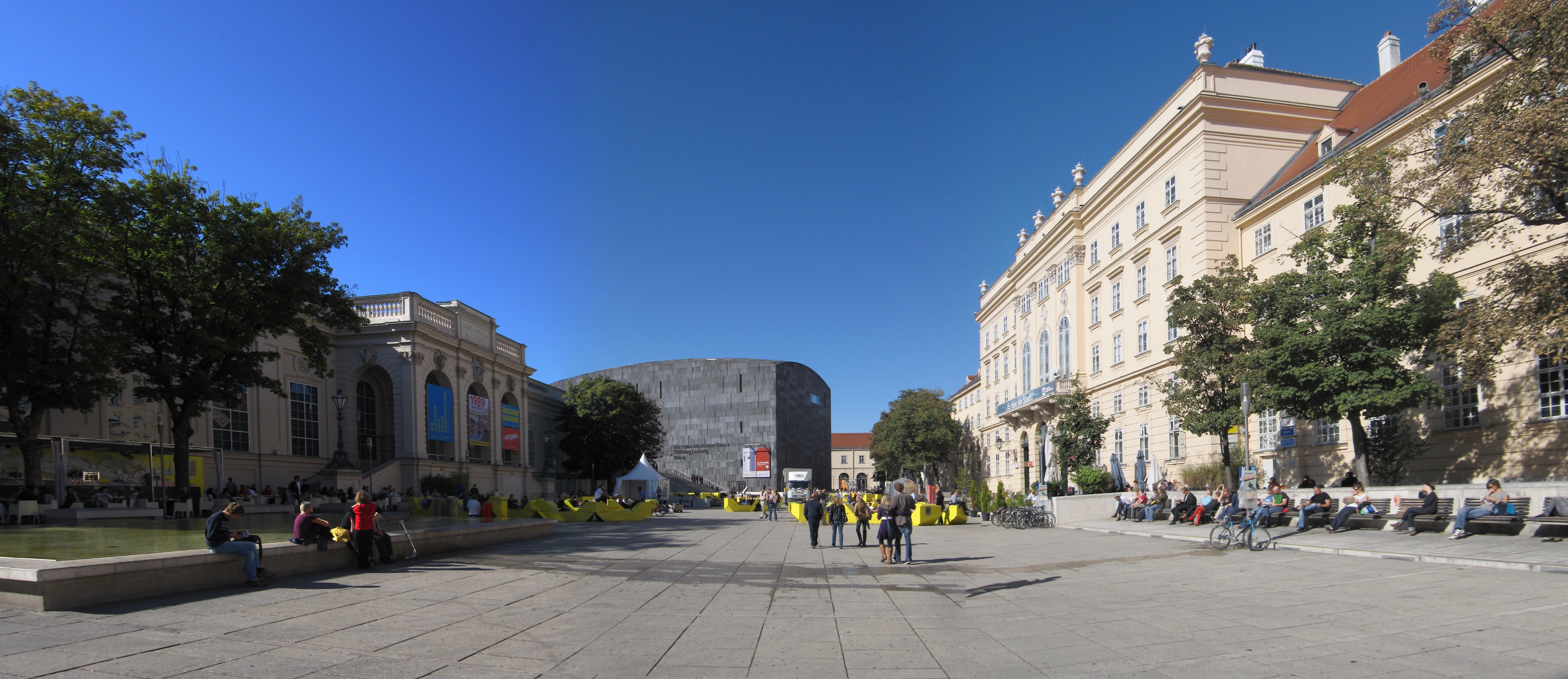
무제움스크바르티어의 모습

무제움스크바르티어(독일어: MuseumsQuartier, MQ)는 오스트리아의 수도 빈의 노이바우 지구에 있는 미술관 지역으로, 약 60,000m²의 면적을 차지한다.

## 개요
무제움스크바르티어에는 바로크 건축부터 현대 건축까지 다양한 양식으로 세워진 미술관이 많이 모여있다. 그 곳에는 한때 마구간 지역으로서 1998년 4월부터 3년 간 1억 5000만 유로 (20억 실링)를 들여 문화 예술 부지로 개발되었다.
무제움스크바르티어에는 레오폴트 미술관, MUMOK, 쿤스트할레 빈이 있으며, 매년 여름에는 빈 축제의 중심이 되는 등 오스트리아 예술 활동의 중심적인 역할을 담당하고 있다.
또한 무용을 위한 국제 센터로 탄츠크바르티어, 빈 건축 센터 등의 시설이 있다. 또한 빈 국제 영화제, 임펄스탄츠 빈 국제 댄스 페스티벌을 비롯한 많은 이벤트가 개최되고있다. 무제움스크바르티어는 쿼터 21(quartier21)이라는 여러 예술 집단으로 이루어진 단체의 거점으로도 되어 있다.
근처 지하철역으로는 빈 지하철 2호선 무제움스크바르티어 역이 있다.